# 기초의회
기초의회(基礎議會)는 주민을 대표해 각 기초자치단체의 중요 사항을 최종 심의·결정하는 의결 기관을 말한다. 그 권한에는 예산·결산의 심의·의결 기능, 조례 제정의 입법 기능, 자치 행정을 감시하는 통제 기능, 지역 현안에 대한 조정 기능이 있다. 
대한민국에서는 미국·독일 등과는 달리 의결 기관인 의회와 집행 기관인 자치 단체로 분리하여, 집행은 자치 단체장(도지사·시장·군수·구청장)이 하고, 의회는 다만 행정 업무를 감시·견제할 뿐이다.

## 같이 보기
- 광역의회
- 대한민국의 지방의회
- 도평의회
- 부군면협의회
- 지방자치